# Kostenevo
Kostenevo est un village situé dans l'oblast de Moscou, dans l'ouest de la Russie. Il est traversé par la rivière Desna.